# Bathinda Airport
L’Aéroport de Bathinda (code IATA : BUP • code OACI : VIBT) est un aéroport situé à Bathinda, dans l'État de Punjab,, en Inde.

## Compagnie aériennes et destinations
- Alliance Air : Delhi[3]
- FlyBig : Dehradun

## Usage militaire

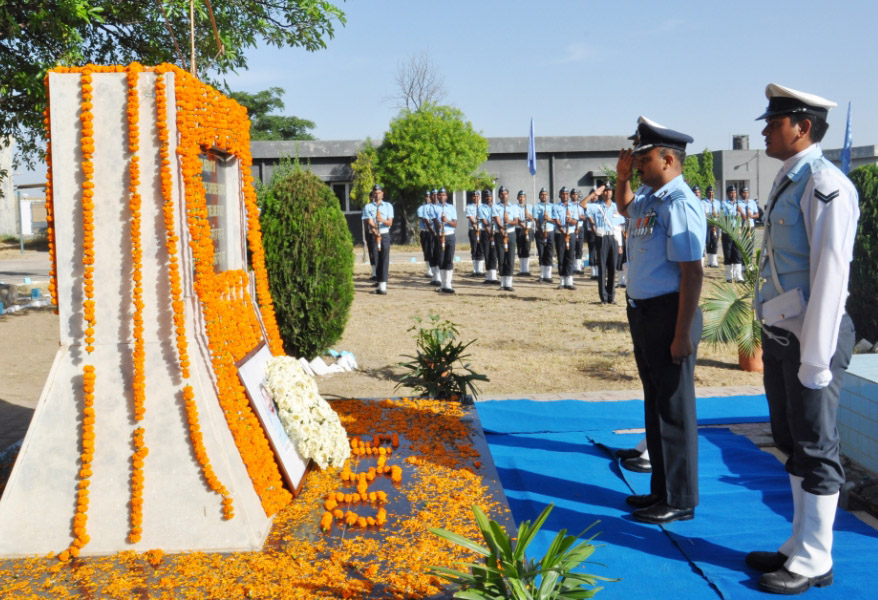
Commémoration en 2015 de Shri Ajay Ahuja mort lors du conflit de Kargil.

La Air Force Station Bathinda est utilisée par la Force aérienne indienne,. En 1975 elle accueillait la 12 Wing AF et depuis 1975 le 108 Squadron de la 34e WIng. La base fut la cible lors des Frappes indo-pakistanaises de 2025.

## Statistiques
Pour des raisons techniques, il est temporairement impossible d'afficher le graphique qui aurait dû être présenté ici.

Voir la requête brute et les sources sur Wikidata.